# Can Claramunt
Can Claramunt és una casa d'Amer (Selva) inclosa a l'Inventari del Patrimoni Arquitectònic de Catalunya.

## Descripció
Edifici cantoner de tres plantes i coberta de doble vessant a façana situada al racó sud-oriental de la Plaça de la Pietat, al capdavall del carrer Migdia. La casa està arrebossada i pintada de color blanc.
La planta baixa consta d'un sòcol pintat de color gris fosc i d'un gran portal obert a una porta de garatge i a una porta lateral d'accés als pisos superiors. Els brancals d'aquesta gran entrada són de pedra sorrenca.
El primer pis conté un balcó i una finestra petita. La porta d'accés al balcó està emmarcada de pedra sorrenca grisosa i conté a la llinda monolítica una creu i la inscripció següent: Abe Maria, en lletra minúscula.
El segon pis consta de dues finestres, una balconera amb barana de ferro no emergent i l'altra més petita. El ràfec, pintat de color fosc, consta de dos fileres, una de rajola i una de teula.
La façana lateral, del costat oriental que toca amb una finca sense edificar, és de pedra vista sense arrebossar i presenta diverses finestres reformades.

## Història
L'origen d'aquesta casa cal buscar-lo a finals del segle xix, cap a 1880. Fou construïda per Antoni Claramunt, i a finals del segle XX fou remodelada.
Aquesta casa pertanyia a la mateixa família que la veïna de la Plaça de la Pietat núm. 8.